# 双方向TV 地球ゴーラウンド
双方向TV 地球ゴーラウンド（そうほうこうテレビ・ちきゅうゴーラウンド）は、NHKデジタル衛星ハイビジョンで2006年3月18日まで放送された双方向対応クイズバラエティ番組。
放送時間は土曜日の22:00～23:00の生放送（ただし毎週放送ではなく、月1、2回は休止する）。翌週土曜日の12:10～13:10に再放送があった（メジャーリーグ中継などの為に、時間変更・休止の場合あり）。

## 概要
毎週一つのテーマに沿って、世界各地の文化や習慣、歴史などを、クイズを交えながら紹介していく。
BSデジタル放送の特徴の一つである「双方向機能」をフルに活用し、視聴者も参加して楽しむ事ができ、その結果が番組内容にも反映される。2005年6月4日の放送からは、従来の電話回線に加えてインターネット（チューナーのLAN端子）による送信、また携帯電話からの参加も可能となった。
毎回、1組のゲスト解答者が視聴者と同様に参加者としてクイズに解答。クイズでは、プレゼンターと呼ばれる3組が提示する選択肢の中から正解を選んでいく。
この番組の終了と共に双方向クイズ枠は、21：00～22：00に移動。後継番組は、『双方向ライブ にっぽんのマジョリティー』である。

## 出演者

### 司会
- 恵俊彰 - 放送前期では、クイズの問題及び答えを事前に知らされておらず、ゲストと一緒に正解を考える役目も担っていた。
- 安部みちこ

### プレゼンター
青・赤・緑の3つの枠から、毎回それぞれ1組が交代で出演。
青（リーダー）
- クリス・ペプラー
- デーモン小暮閣下

赤
- 麻木久仁子
- 熊谷真実
- 濱田マリ

緑
- 浅草キッド
- パックンマックン
- ますだおかだ

（一度だけ中川家が出演したことがある）

## 番組の流れ

### 前期
連発ミニクイズ
- 2択問題を4問連続で出題（考える時間は1問につき10秒）。
- 1問正解につき100点獲得。

カエルチャンス ラウンド1
- 3組のプレゼンターが提示した選択肢の中から正解を選ぶ、3択問題。
- ゲストは恵と相談して、視聴者はゲストの解答などを参考にして、答えを選ぶ。制限時間内であれば、解答の変更は何回でも可能である。
- 正解者は150点獲得。

カエルチャンス ラウンド2
- ラウンド1と同じルール

カエルチャンス ラウンド3
- 3組のプレゼンターが提示した選択肢が、それぞれ正しい（ホント）か間違ってる（ウソ）かを当てる。
- ゲストは恵と相談して、視聴者はゲストの解答などを参考にして、答えを選ぶ。制限時間内であれば、解答の変更は何回でも可能である。
- 1組正解につき100点獲得、3組全て正解で300点。

チャレンジライン
- カエルチャンスでは、1ラウンドごとに、番組の予想正解率を「チャレンジライン」（単位：％）として設定。参加者の正解率がチャレンジラインを超えた場合は参加者の正解率×1名、チャレンジライン以下ならチャレンジライン×1名、参加者の中から抽選でピンバッジが贈られる。
  - 番組開始当初は、「ボーダーライン」（単位：％）という名称で設定されており、参加者の正解率がボーダーライン以下の場合は、当選人数20名（固定）。ボーダーラインを1％超える度に当選人数が1名ずつ増える、というルールで行われていた。
- 「カエルチャンス ラウンド3」は、ピンバッジの当選人数が2倍になる代わりに、参加者は3組全て正解していないと抽選の権利を得られない。
- これとは別に、1000点満点を獲得した参加者には全員、番組特製のTシャツがプレゼントされる。

### 後期
1stステージ（本物はどれだクイズ）
- 3組のプレゼンターが提示した選択肢の中から正解を選ぶ、3択問題。
- ゲストは、過去に全問正解を達成した視聴者の意見が、ヒントとして伝えられる。
- 正解者は200点獲得。

2ndステージ（10問連発スピードクイズ）
- 様々なジャンルから、今回のテーマに沿ったクイズを10問連続で出題。考える時間は1問につき5秒で、1問正解につき50点獲得。
- クイズを10問出題した後は、ボーナスクイズ「世界と街角じゃんけん」。VTRに登場した世界各地の一般市民が、どの手を出すか予想して、その人に勝つ手を5秒以内に選ぶ。勝ちなら50点獲得、負け・あいこなら0点。
- 満点は、ボーナスクイズ含めて350点。
- 2ndステージでは、プレゼンター3組もクイズに解答。

3rdステージ（ウソホントクイズ）
- 3組のプレゼンターが提示した選択肢が、それぞれ正しい（ホント）か間違ってる（ウソ）かを当てる。
- 1組正解につき150点獲得、3組全て正解で450点。

スクラッチカード
- 参加者は、各ステージごとの条件（1stステージ→クイズに正解する、2ndステージ→プレゼンター3組の平均点を超える、3rdステージ→3組全て正解する）を満たせば、記念品のピンバッジの抽選権となる「スクラッチカード」を1枚獲得。
- 抽選は番組の最後で、まとめて実施。
- また各回で獲得した得点は、「トラベルポイント」として累積され、トラベルポイントに応じて、ニューヨーク（アメリカ）→パリ（フランス）→シドニー（オーストラリア）→ナイロビ（ケニア）→リオデジャネイロ（ブラジル）と、世界の都市を進行。一定の距離まで進む度にも、もれなくピンバッジが贈られる
- これとは別に、各回の成績上位10名にも番組特製のTシャツがプレゼントされる。
- なお再放送では、成績に反映されない疑似体験として、クイズに参加することができる。

プラマイチャンス
- クイズ開始前の時点では、ピンバッジの当選人数は1ステージにつき50名と設定。ただし、各ステージごとに目標が定められており（1st・3rdステージ→参加者全体の正解率が番組の予想正解率を超える、2ndステージ→ゲスト解答者の得点がプレゼンター3組の平均点を超える）、参加者及びゲスト解答者が目標達成できれば当選人数が50名から増え、達成できなければ50名から減らされる。
- 増減する人数は、ゲスト解答者がピンボールゲーム（当初はカードによる抽選）で決定。達成時はプラス（＋）と書かれた赤色のボールを、不達成時はマイナス（－）と書かれた青色のボールを、それぞれ弾いて、入った穴の人数（5名、10名、15名、20名）だけ増減される。

## スタッフ
- ナレーター：平泉成、服部潤、太田真一郎、鈴木麻里子

## 備考
番組内で使用される映像は、「地球ゴーラウンド」独自に撮影したものは少なく、NHKの他のハイビジョン制作番組（「ハイビジョン特集」「地球!ふしぎ大自然」など）の映像を利用することが多い。その為、映像を利用している番組のリポーターなどが、そのまま登場することがある。